# Lisa Zweerman
Lisa Zweerman (Amsterdam, 13 februari 1995) is een Nederlandse actrice.

## Levensloop
Zweerman werkt sinds 2011 als actrice. Ze speelde voor het eerst een gastrol in de politieserie Flikken Maastricht, waar ze de rol van Pleun van Rooyen vertolkte. Ook speelde ze een kleine rol in VRijland, waar ze eenmalig te zien was. In 2014 speelde ze een hoofdrol in de serie Aaf en een jaar later kreeg ze een grote bijrol in de politieserie Smeris, waar ze de rol van Esther de Boer op zich nam. In 2016 vertolkte ze de rol van Greetje in de langspeelfilm Riphagen. Zweerman studeert aan de Toneelacademie Maastricht.
Zweerman heeft een relatie met acteur Steef de Bot.

## Filmografie
- 2011 - Flikken Maastricht als Pleun van Rooyen
- 2011 - VRijland als Miss
- 2012 - Achter gesloten deuren als Britt
- 2014 - Aaf als Marie Jansen (hoofdrol)
- 2015 - 4Jim als Sarah (16 afleveringen)
- 2015 - Bluf als meisje in club (2 afleveringen)
- 2015 - Smeris als Esther "Roxy" de Boer (9 afleveringen)
- 2016 - All-in Kitchen als Michelle (hoofdrol)
- 2016 - Riphagen als Greetje Riphagen
- 2017 - De slet van 6vwo (seizoen 1 en 2) als Laura (hoofdrol; web-only)
- 2018 - Mannen van Mars als Amber
- 2019 - Flikken Maastricht als Irina Sulejmanovic
- 2022 - Costa!! als Esmee
- 2023 - Fijn Weekend als Evelien
- 2023 - Sweet Dreams als Josefien
- 2024 - Koolhoven presenteert: Venus als Feline
- 2024 - Costa!! de serie, als Esmee

- Gemeinsame Normdatei: 1180671775
- Virtual International Authority File: 7014155286654787180001